# 伊宁市人民公园
伊宁市人民公园，位于新疆维吾尔自治区伊犁哈萨克自治州伊宁市。

## 简介
伊宁市人民公园位于斯大林街西端，阿合买提江街中段。始建于1937年，起初称“西公园”。占地面积18公顷。
作为2012年的民生工程之一，伊宁市投入3150万元人民币整体改造人民公园。2012年5月初，工程开工。计划8月30日之前完成路面基础和亭廊水系的改造，10月15日之前完成园区亮化，2012年10月重新对游客开放。此次改造新建凉亭3座，增加了绿地植物以及健身器材、休闲场地、园区水电等设施。

## 三区革命政府政治文化活动中心旧址
三区革命政府政治文化活动中心旧址，位于伊宁市人民公园内。始建于1948年，于1949年夏完工。该旧址是在三区革命的新疆保卫和平民主同盟主席阿合买提江·哈斯木的倡导下，经新疆保卫和平民主同盟会议决定兴建。旧址由检阅观礼台、露天剧场、舞台三部分组成，是当时伊宁市重要的文化活动场所。该旧址的历史原貌得到较好保留。2006年5月，被列为第六批全国重点文物保护单位。
经国家文物局批示，2013年4月，伊犁哈萨克自治州文物局开始对该旧址进行修缮保护。此前该旧址因年久失修，建筑结构受到不同程度损坏。此次维修总投资230万元人民币，工程历时半年多，计划2013年10月25日全部完工。

## 新疆三区革命历史纪念馆
新疆三区革命历史纪念馆，位于伊宁市人民公园内西侧。其内安葬了1949年在扎巴依喀勒山空难中遇难的七位三区革命烈士，并建有纪念碑、纪念馆。